# Brdo (gmina Tržič)
Brdo – wieś w Słowenii, w gminie Tržič. W 2018 roku liczyła 33 mieszkańców.